# Linxe
Linxe is een gemeente in het Franse departement Landes (regio Nouvelle-Aquitaine). De plaats maakt deel uit van het arrondissement Dax. Linxe telde op 1 januari 2022 1.550 inwoners.

## Geografie
De oppervlakte van Linxe bedroeg op 1 januari 2022 80,93 vierkante kilometer; de bevolkingsdichtheid was toen 19,2 inwoners per km².

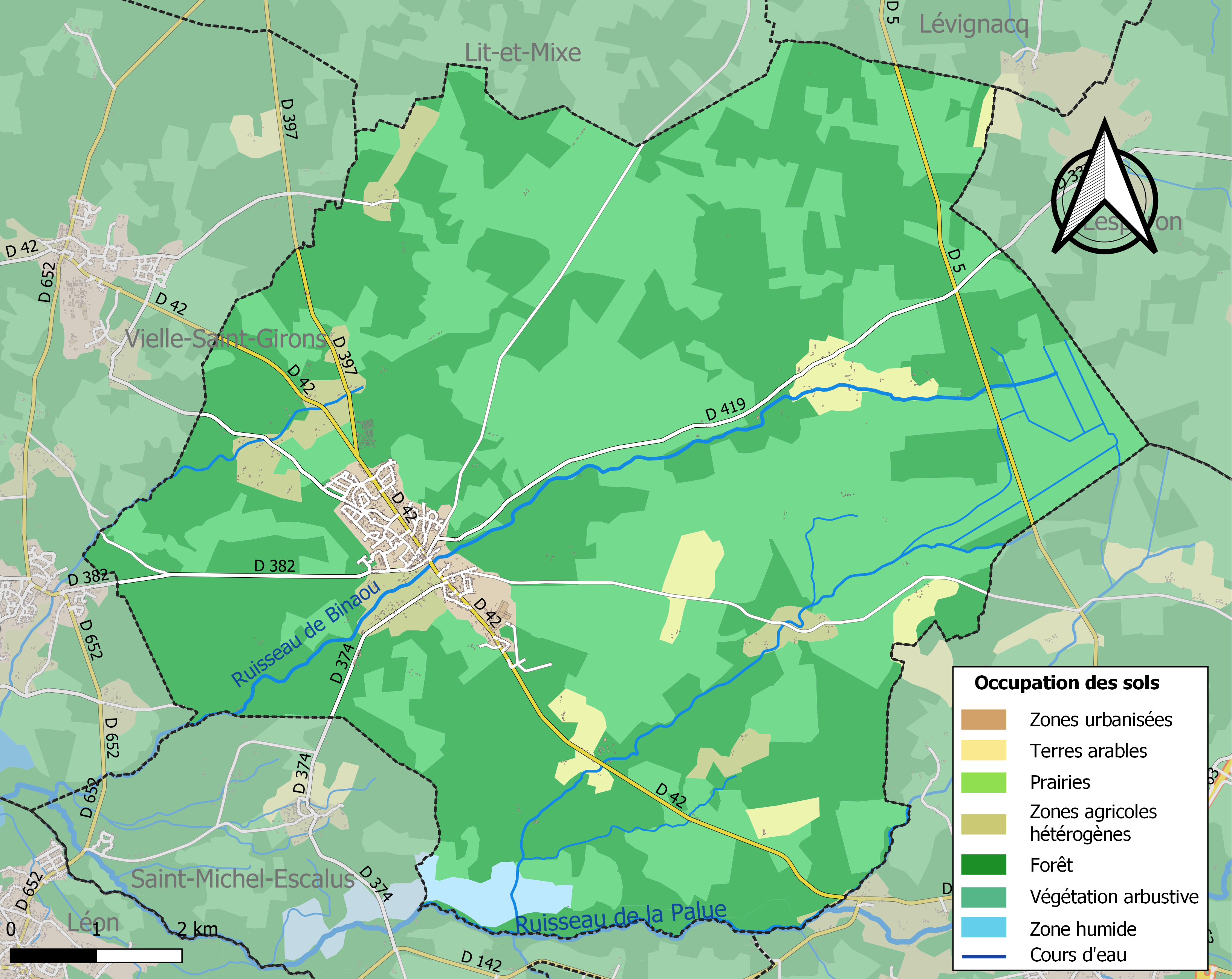
Kaart van de gemeente met de belangrijkste infrastructuur, bodemgebruik en omliggende gemeenten

## Demografie
Onderstaande figuur toont het verloop van het inwonertal (bron: INSEE-tellingen).